# Edmond-Marie Poullain
Pour les articles homonymes, voir Poullain.
Edmond-Marie Poullain, né le 24 janvier 1878 à Montebourg et mort le 27 juin 1951 à Granville, est un magistrat, peintre-graveur et aquafortiste français.

## Biographie
Lorsqu’Edmond-Marie Poullain débarque à Paris en 1902 ou 1903, « il est censé, écrit Jacqueline Gojard, faire des études de droit. […] Aux bancs de la faculté, il préfère les académies libres que sont alors les cafés où fraternisent peintres et poètes. […] Inscrit à l'Académie Colarossi de la rue de la Grande-Chaumière, il se veut peintre plus que juriste. » C'est le 22 juin 1903, au cours d'une des soirées de la Plume, la revue littéraire dirigée par Karl Boès, au Caveau du Soleil d’or, place Saint-Michel, qu'il se lie d'amitié durable avec Guillaume Apollinaire et André Salmon. 
Très attiré par cette existence nouvelle qui le libère du joug parental, Edmond-Marie Poullain, participe alors aux activités de la bohème artistique du Quartier latin, du bistrot du père Jean, rue de Seine, à la Closerie des Lilas (où il rencontre Picasso et Paul Fort), et noue les grandes amitiés qu’on lui connaît, surtout avec Apollinaire, Max Jacob et André Salmon.
C’est dans son atelier de la rue de Seine, que Poullain aime à recevoir ses amis lors de soirées artistiques auxquelles prennent part de jeunes femmes peu farouches, et où l’on parle peinture et poésie. André Salmon a conté dans ses Souvenirs sans fin, comme personne ne pouvait mieux la faire, ce que furent les réunions dans l’atelier de Poullain, avec des personnages comme Mécislas Golberg, le peintre Edvard Diricks, le poète Nicolas Deniker, le pacifiste Arne Hammer, le touche-à-tout Jean Mollet dit le « baron », le sculpteur Manolo Hugué et quelques autres.
En 1905, dans son atelier de la rue Campagne-Première, Poullain ébaucha le portrait d’Apollinaire, un bien curieux portrait à moustaches (il réalisa deux autres portraits, dont l’un, au fusain, qui se trouve au Musée de Stavelot en Belgique). En 1905 également, Poullain rencontra Matisse, année à partir de laquelle il exposa au salon des indépendants.
Très tôt, Edmond-Marie Poullain perçoit le danger que représente le cubisme, si contraire à sa peinture qu’il sent menacée. Alors il renonce à l’aventure, fuit Paris un jour de 1906, se réfugiant au plus profond de sa Normandie ancestrale à Vauville. Inscrivant sa peinture dans un régionalisme fervent, souffrant de son isolement, il regrette ces moments privilégiés de sa jeunesse et de la « bande à Picasso ».

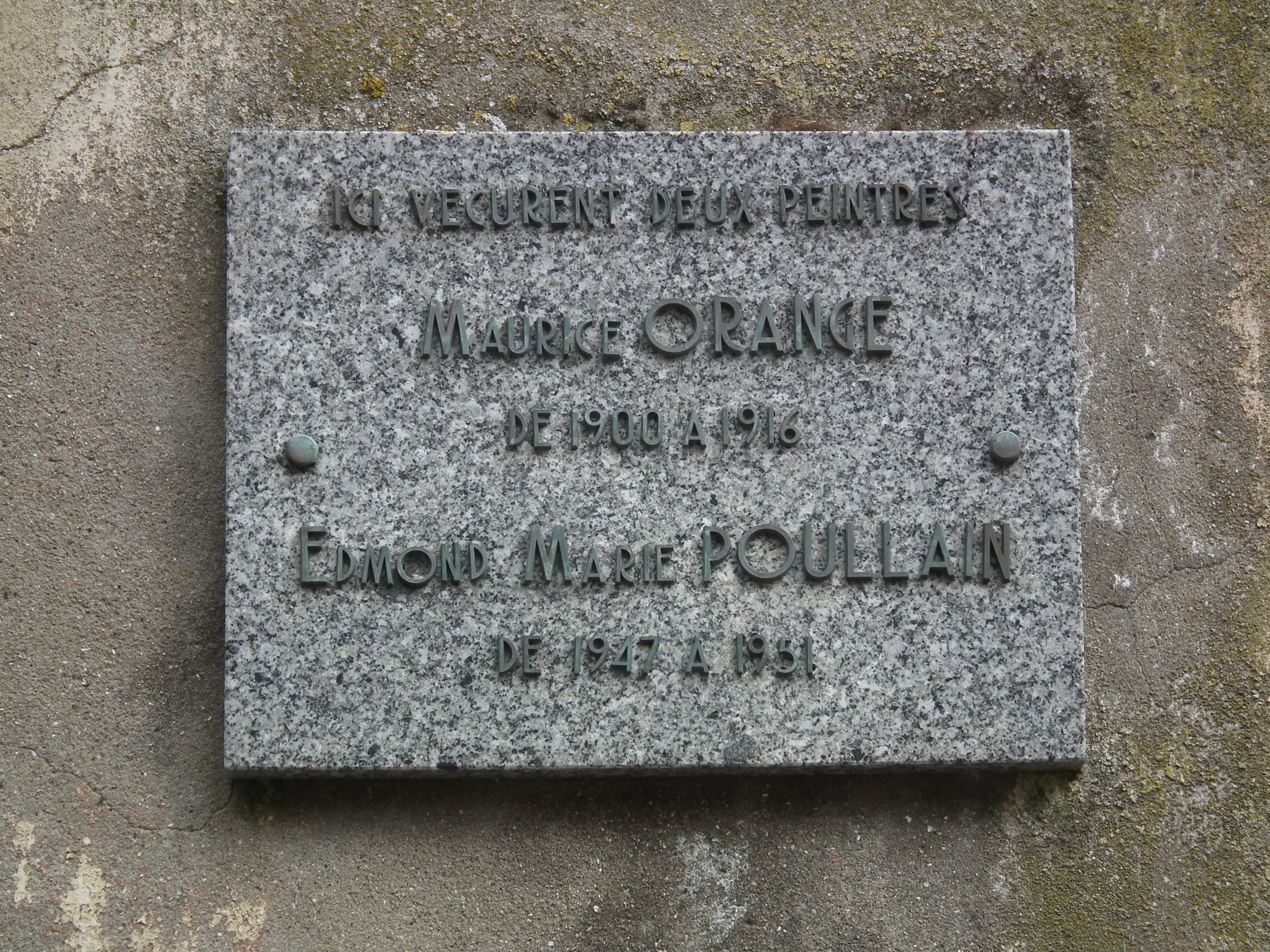
Plaque se trouvant sur le dernier domicile d'Edmond-Marie Poullain à Granville.

De 1907 à 1919, il est avocat à Valognes. Il est nommé juge de paix en 1919.
En 1911, on arrête Guillaume Apollinaire que l’on accuse d’être à l’origine du vol de la Joconde. Contrastant avec l’attitude de Picasso, Poullain soutient son ami Guillaume, enfermé à la prison de la Santé. Il use alors de son talent juridique pour réconforter le poète. Confiant, Apollinaire lui livre certaines confidences dans des lettres de prison.
C’est en 1925 qu’André Salmon et Fernand Fleuret se déplacent chez le peintre à Bréhal et se rendent ensemble à la Foire de Lessay retrouver Louis Beuve.
Edmond-Marie Poullain recevra également dans sa maison de Bréhal, à plusieurs reprises, son amie Louise Hervieu, dont-il fera un superbe portrait.
En 1942, il entre dans la Résistance intérieure française, intégré au réseau Marland. En 1946, il accueillera chez lui André Salmon, condamné à une période de cinq ans d’indignité nationale (condamnation très rapidement amnistiée).
Il épousera Odette Cabart-Danneville avec qui il aura deux enfants, Marie-Odette en 1922 qui épousera Ralph Messac et Marthe en 1923.
Edmond-Marie Poullain n’avait pas la prétention d’être un grand peintre mais il avait conscience de son talent.
Edmond-Marie Poullain est inhumé à Granville.